# مارسلو
مارسلو ویرا دا سیلوا جونیور (پرتغالی: Marcelo Vieira da Silva Júnior؛ زادهٔ ۱۲ مه ۱۹۸۸) بازیکن سابق رئال مادرید و اهل برزیل است. 
مارسلو در تاریخ ۶ فوریه ۲۰۲۵ در سن ۳۶ سالگی از فوتبال خداحافظی کرد.

## آمار باشگاهی
تا تاریخ ۳۰ اکتبر ۲۰۲۱
| عملکرد    | عملکرد      | عملکرد    | لیگ       | لیگ       | جام      | جام      | قاره‌ای | قاره‌ای | سایر | سایر | مجموع | مجموع |
| فصل       | باشگاه      | لیگ       | بازی      | گل        | بازی     | گل       | بازی   | گل     | بازی | گل   | بازی  | گل    |
|           |             |           | لیگ کشوری | لیگ کشوری | جام حذفی | جام حذفی | اروپا  | اروپا  | دیگر | دیگر | مجموع | مجموع |
| --------- | ----------- | --------- | --------- | --------- | -------- | -------- | ------ | ------ | ---- | ---- | ----- | ----- |
| ۲۰۰۵–۲۰۰۶ | فلومیننزه   | لیگ برزیل | ۳۰        | ۶         | ۰        | ۰        | ۰      | ۰      | ۰    | ۰    | ۳۰    | ۶     |
| ۲۰۰۶–۲۰۰۷ | رئال مادرید | لالیگا    | ۶         | ۰         | ۰        | ۰        | ۰      | ۰      | ۰    | ۰    | ۶     | ۰     |
| ۲۰۰۷–۲۰۰۸ | رئال مادرید | لالیگا    | ۲۴        | ۰         | ۲        | ۰        | ۶      | ۰      | ۰    | ۰    | ۳۲    | ۰     |
| ۲۰۰۸–۲۰۰۹ | رئال مادرید | لالیگا    | ۲۷        | ۴         | ۲        | ۰        | ۵      | ۰      | ۰    | ۰    | ۳۴    | ۴     |
| ۲۰۰۹–۲۰۱۰ | رئال مادرید | لالیگا    | ۳۵        | ۴         | ۲        | ۰        | ۶      | ۰      | ۰    | ۰    | ۴۳    | ۴     |
| ۲۰۱۰–۲۰۱۱ | رئال مادرید | لالیگا    | ۳۲        | ۳         | ۶        | ۰        | ۱۲     | ۲      | ۰    | ۰    | ۵۰    | ۵     |
| ۲۰۱۱–۲۰۱۲ | رئال مادرید | لالیگا    | ۳۲        | ۳         | ۵        | ۰        | ۷      | ۰      | ۰    | ۰    | ۴۴    | ۳     |
| ۲۰۱۲–۲۰۱۳ | رئال مادرید | لالیگا    | ۱۴        | ۰         | ۳        | ۰        | ۲      | ۱      | ۰    | ۰    | ۱۹    | ۱     |
| ۲۰۱۳–۲۰۱۴ | رئال مادرید | لالیگا    | ۲۸        | ۱         | ۴        | ۰        | ۷      | ۱      | ۰    | ۰    | ۳۹    | ۲     |
| ۲۰۱۴–۲۰۱۵ | رئال مادرید | لالیگا    | ۳۴        | ۲         | ۵        | ۱        | ۱۱     | ۱      | ۳    | ۰    | ۵۳    | ۴     |
| ۲۰۱۵–۲۰۱۶ | رئال مادرید | لالیگا    | ۳۰        | ۲         | ۰        | ۰        | ۱۱     | ۰      | ۰    | ۰    | ۴۱    | ۲     |
| ۲۰۱۶–۲۰۱۷ | رئال مادرید | لالیگا    | ۳۰        | ۲         | ۳        | ۱        | ۱۱     | ۰      | ۳    | ۰    | ۴۷    | ۳     |
| ۲۰۱۸–۲۰۱۷ | رئال مادرید | لالیگا    | ۲۸        | ۲         | ۲        | ۰        | ۱۱     | ۳      | ۳    | ۰    | ۴۴    | ۵     |
| ۲۰۱۸–۲۰۱۹ | رئال مادرید | لالیگا    | ۲۳        | ۲         | ۴        | ۰        | ۴      | ۱      | ۳    | ۰    | ۴۴    | ۳     |
| ۲۰۱۹–۲۰۲۰ | رئال مادرید | لالیگا    | ۱۵        | ۱         | ۴        | ۱        | ۴      | ۰      | ۱    | ۰    | ۲۴    | ۲     |
| ۲۰۲۰–۲۰۲۱ | رئال مادرید | لالیگا    | ۱۶        | ۰         | ۱        | ۰        | ۲      | ۰      | ۱    | ۰    | ۲۰    | ۰     |
| ۲۰۲۱–۲۰۲۲ | رئال مادرید | لالیگا    | ۳         | ۰         | ۰        | ۰        | ۱      | ۰      | ۰    | ۰    | ۴     | ۰     |
| جمع       | جمع         | جمع       | ۳۷۷       | ۲۶        | ۴۳       | ۳        | ۱۰۰    | ۹      | ۱۴   | ۰    | ۵۳۴   | ۳۸    |
| مجموع     | مجموع       | مجموع     | ۴۰۷       | ۳۲        | ۴۳       | ۳        | ۱۰۰    | ۹      | ۱۴   | ۰    | ۵۶۴   | ۴۴    |

## زندگی شخصی

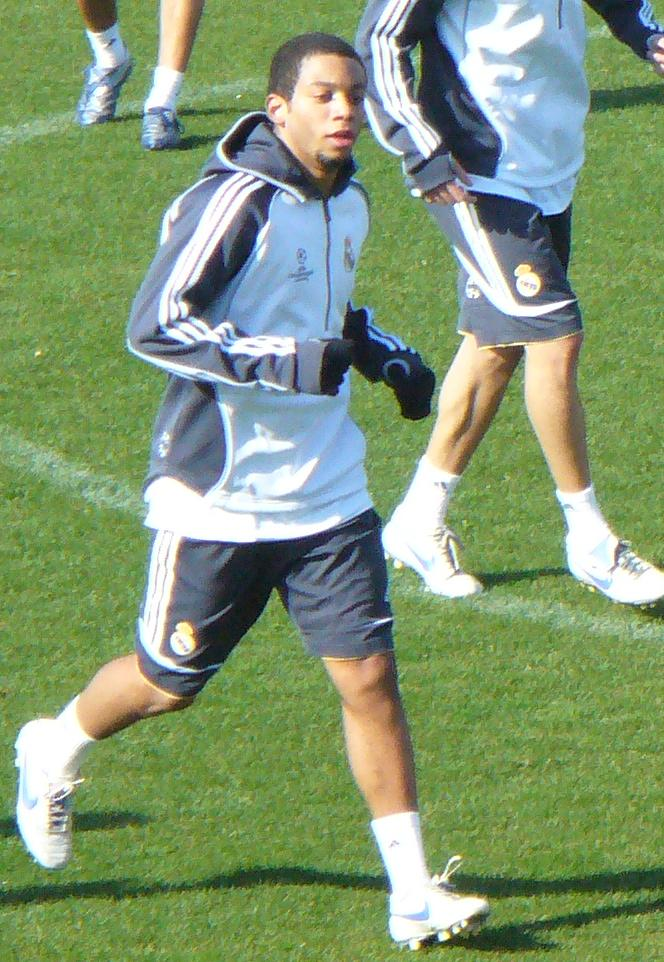
مارسلو در حال تمرین

مارسلو فوتبال را در سن ۸ سالگی آغاز کرد. او در سن ۱۳ سالگی به باشگاه نوجوانان فلومیننزه پیوست. و تا قبل از اینکه مربی این تیم به او دستور دهد که در پست دفاع چپ بازی کند در پست هافبک بازی می‌کرد. اما بعد از مدتی خانواده او به دلیل عدم توان تهیهٔ پول اتوبوسی که هر روز با آن به باشگاه می‌رفت، او را از رفتن به باشگاه منع کردند اما باشگاهش برای او زمینه‌ای را مهیا کردند تا این ستاره ادامه فوتبال خود را از دست ندهد. وی بعد از اینکه خود را به عنوان یکی از پایه‌های این تیم تثبیت کرد زمینهٔ رفتنش به اروپا و ترک برزیل به مقصد اسپانیا را مهیا ساخت. مارسلو در سال‌های ۲۰۱۲ و ۲۰۱۳ و ۲۰۱۵ و ۲۰۱۶ و ۲۰۱۷ و ۲۰۱۸ در تیم منتخب یوفا قرار داشت.

وی در ۶ فوریه ۲۰۲۵ از دنیای فوتبال خداحافظی کرد .

## از دید فیفا
مارسلو از سال ۲۰۱۵ تا ۲۰۲۱ در ترکیب یازده نفره بهترین بازیکنان سال فیفا قرار گرفته‌است. او همچنین از سوی فیفا در جام جهانی ۲۰۱۴ به عنوان بهترین مدافع چپ جهان انتخاب شد.

## تیم ملی
| # | تاریخ          | تیم                 | گل زده | نتیجه نهایی |
| - | -------------- | ------------------- | ------ | ----------- |
| ۱ | ۵ سپتامبر ۲۰۰۶ | ولز                 | ۰–۲    | ۰–۲         |
| ۲ | ۱۱ اکتبر ۲۰۱۱  | مکزیک               | ۱–۲    | ۱–۲         |
| ۳ | ۲۸ فوریه ۲۰۱۲  | بوسنی و هرزگوین     | ۰–۱    | ۱–۲         |
| ۴ | ۳۰ مه ۲۰۱۲     | ایالات متحده آمریکا | ۱–۳    | ۱–۴         |
| ۵ | ۲۷ مارس ۲۰۱۷   | پاراگوئه            | ۰–۳    | ۰–۳         |
| ۶ | ۱۰ نوامبر ۲۰۱۷ | ژاپن                | ۰–۲    | ۱–۳         |

مارسلو از سال ۲۰۰۶ و برای اولین بار توسط کارلوس آلبرتو پریرا به تیم ملی دعوت شد. از سال ۲۰۰۷ و با روی کار آمدن دونگا و اختلاف‌هایی که بین او و مارسلو ایجاد شد، مارسلو در اوج آمادگی رقابت‌های مهمی نظیر: کوپا آمریکا ۲۰۰۷، جام کنفدراسیون‌ها ۲۰۰۹، جام جهانی ۲۰۱۰، و کوپا آمریکای ۲۰۱۱، ۲۰۱۵ و ۲۰۱۶ را از دست داد و به تیم ملی دعوت نشد. با روکار آمدن اسکولاری بین سالهای ۲۰۱۲ تا ۲۰۱۴ و تیته از سال ۲۰۱۶ باز مارسلو به تیم ملی دعوت شد. سرانجام مارسلو بعد از ناکامی برزیل در جام جهانی فوتبال ۲۰۱۸ و عدم صعود به نیمه نهایی از بازی‌های ملی خداحافظی کرد.

## افتخارات

### باشگاهی

#### فلامینگو
- سری آ برزیل: ۲۰۰۵
- جام حذفی برزیل: ۲۰۰۵

#### رئال مادرید
- لالیگا (۶): ۰۷–۲۰۰۶، ۰۸–۲۰۰۷، ۲۰۱۲–۲۰۱۱، ۱۷–۲۰۱۶، ۲۰–۲۰۱۹، ۲۲–۲۰۲۱
  - نائب قهرمان: ۰۹–۲۰۰۸، ۲۰۱۰–۲۰۰۹، ۱۱–۲۰۱۰، ۱۳–۲۰۱۲، ۱۵–۲۰۱۴، ۱۶–۲۰۱۵، ۲۱–۲۰۲۰
- کوپا دل ری (۲): ۱۱–۲۰۱۰، ۱۴–۲۰۱۳
  - نائب قهرمان: ۱۳–۲۰۱۲
- سوپرجام اسپانیا (۵): ۲۰۰۸، ۲۰۱۲، ۲۰۱۷، ۲۰۱۹، ۲۰۲۱
  - نائب قهرمان: ۲۰۰۷، ۲۰۱۱، ۲۰۱۴
- لیگ قهرمانان اروپا (۵): ۱۴–۲۰۱۳، ۱۶–۲۰۱۵، ۱۷–۲۰۱۶، ۱۸–۲۰۱۷، ۲۲–۲۰۲۱
- سوپرجام اروپا (۳): ۲۰۱۴، ۲۰۱۶، ۲۰۱۷
  - نائب قهرمان: ۲۰۱۸
- جام باشگاه‌های جهان (۴): ۲۰۱۴، ۲۰۱۶، ۲۰۱۷، ۲۰۱۸
- جام بین‌المللی قهرمانان(۱): ۲۰۱۳

### فلومیننزه
جام کاریوکا:۲۰۲۳ و کوپا لیبرتادورس
نایب قهرمان جام باشگاه‌های جهان 2023

### ملی
- جام کنفدراسیون‌ها: ۲۰۱۳
- المپیک تابستانی: ۲۰۱۲ نایب قهرمان، ۲۰۰۸ سوم

### فردی
- تیم سال سری آ برزیل: ۲۰۰۶
- تیم سال فرانس فوتبال: ۲۰۱۰، ۲۰۱۱، ۲۰۱۲، ۲۰۱۳، ۲۰۱۴، ۲۰۱۵، ۲۰۱۶، ۲۰۱۷، ۲۰۱۸، ۲۰۱۹
- تیم سال لکیپ: ۲۰۱۶، ۲۰۱۷، ۲۰۱۸
- تیم سال یوفا: ۲۰۱۱، ۲۰۱۷، ۲۰۱۸
- تیم سال فیفا: ۲۰۱۲، ۲۰۱۵، ۲۰۱۶، ۲۰۱۷، ۲۰۱۸، ۲۰۱۹
- تیم منتخب جام جهانی: ۲۰۱۴، ۲۰۱۸
- توپ طلا: ۲۰۱۷ نفر هشتم
- تیم فصل لالیگا: ۲۰۱۵–۲۰۱۶
- تیم فصل لیگ قهرمانان: ۲۰۱۵–۲۰۱۶، ۲۰۱۶–۲۰۱۷، ۲۰۱۷–۲۰۱۸
- تیم سال ای اس ام: ۲۰۱۵–۲۰۱۶، ۲۰۱۶–۲۰۱۷